# جون بيرسي مور
جون بيرسي مور (بالإنجليزية: John Percy Moore)‏ هو عالم حيوانات أمريكي، ولد في 1869، وتوفي في 1965.